# Кошаркашка репрезентација Сједињених Америчких Држава
Кошаркашка репрезентација Сједињених Америчких Држава представља САД на међународним кошаркашким такмичењима.

## Оригинални Дрим тим
На олимпијском кошаркашком турниру одржаном у Барселони 1992. први пут су се појавили професионални НБА кошаркаши. Овај тим америчке кошаркашке репрезентације састављен од тада најбољих НБА-играча убедљиво је освојио златну медаљу и добио надимак Дрим-тим.
Састав оригиналног Дрим-тима, учесника Олимпијских игара 1992. : Дејвид Робинсон, Патрик Јуинг, Лари Берд, Скоти Пипен, Мајкл Џордан, Клајд Дрекслер, Карл Малон, Џон Стоктон, Крис Малин, Чарлс Баркли, Меџик Џонсон и Кристијан Лејтнер

## Учешће на међународним такмичењима

### Светска првенства
| Година                          | Турнир               | Пласман  | ИГ  | П   | И  |
| ------------------------------- | -------------------- | -------- | --- | --- | -- |
| Аргентина 1950.                 | Финале               | 2. место | 5   | 4   | 1  |
| Бразил 1954.                    | Финале               | 1. место | 7   | 7   | 0  |
| Чиле 1959.                      | Финале               | 2. место | 6   | 3   | 3  |
| Бразил 1963.                    | Утакмица за 3. место | 4. место | 9   | 6   | 3  |
| Уругвај 1967.                   | Утакмица за 3. место | 4. место | 9   | 7   | 2  |
| Југославија 1970.               | Четвртфинале         | 5. место | 9   | 6   | 3  |
| Порторико 1974.                 | Утакмица за 3. место | 3. место | 9   | 8   | 1  |
| Филипини 1978.                  | Четвртфинале         | 5. место | 7   | 3   | 4  |
| Колумбија 1982.                 | Финале               | 2. место | 9   | 7   | 2  |
| Шпанија 1986.                   | Финале               | 1. место | 10  | 9   | 1  |
| Аргентина 1990.                 | Утакмица за 3. место | 3. место | 8   | 6   | 2  |
| Канада 1994.                    | Финале               | 1. место | 8   | 8   | 0  |
| Грчка 1998.                     | Утакмица за 3. место | 3. место | 8   | 6   | 2  |
| САД 2002.                       | Четвртфинале         | 6. место | 9   | 6   | 3  |
| Јапан 2006                      | Утакмица за 3. место | 3. место | 9   | 8   | 1  |
| Турска 2010.                    | Финале               | 1. место | 9   | 9   | 0  |
| Шпанија 2014.                   | Финале               | 1. место | 9   | 9   | 0  |
| Кина 2019.                      | Четвртфинале         | 7. место | 8   | 6   | 2  |
| Филипини/Јапан/Индонезија 2023. | Четвртфинале         | 7. место | 8   | 5   | 3  |
| Укупно                          | 5 титула             | 19/19    | 166 | 134 | 32 |